# Letteratura polacca
La letteratura polacca è l'insieme di quelle attività indirizzate alla produzione di testi scritti, poetici e in prosa, composte in lingua polacca (lingua della famiglia delle lingue slave).

## Dalle origini al Cinquecento
L'ingresso dei polacchi nella storia europea coincide con la loro conversione al Cristianesimo.
I primi scritti polacchi sono di natura ecclesiastica e comprendono agiografie, annali, cronache, scritte dapprima in Latino ed in seguito per la maggior parte in Polacco: un esempio è l'inno religioso Madre di Dio.
L'evolversi della cultura latina sviluppò in Polonia una rigorosa letteratura umanistica: un esempio è il celebre Historia Polonica di Jan Długosz, come lo spirito patriottico e religioso di Andrzej Krzycki, Johannes Dantiscus e Klemens Janicki.
La nascita della stampa incoraggiò le grandi opere letterarie scritte nella lingua madre: Mikołaj Rej fu il primo a elogiare la lingua polacca come lingua letterata evoluta, mentre Łukasz Górnicki conferì alla prosa polacca un alto grado di duttilità. Nel 1563 venne pubblicata da Bernard Wojewódka, la Bibbia di Brest, prima traduzione completa della Bibbia protestante in polacco: pubblicata a Brėst, in Bielorussia, venne dedicata al re Sigismondo II Augusto di Polonia. 
L'autore più maturo in ambito europeo fu il poeta Jan Kochanowski, che in Lamentazioni portò la lirica polacca a grandi livelli.

## Seicento e Settecento
La letteratura del Seicento risentì delle vicende belliche in Polonia, essa è contrassegnata da una decadenza e dalla prevalenza di forme e contenuti barocchi.
L'animo bellico e religioso dei polacchi si rileva nell'opera di Wacław Potocki, la cui Salmodia Polacca è contraddistinta da spirito patriottico.
Durante la prima metà del Settecento, la letteratura fu vittima di grande oscuramento culturale; la sua rinascita avvenne nell'epoca dei lumi e la nuova cultura europea venne diffusa da diversi periodici (Monito in primis) e Ignacy Krasicki, prosatore e poeta, si cimentò in diversi generi letterari.

## Dall'età Romantica al XX secolo
Nel XIX secolo con la diffusione del romanticismo in Polonia la poesia divenne nuovamente il centro ideale del sentimento nazionale. A seguito della perdita dell'indipendenza, la cultura polacca si sentì in pericolo.
La repressione seguita alla rivolta antirussa nel 1830-1831 provocò la cosiddetta "grande emigrazione", grazie alla quale i maggiori scrittori polacchi conquistarono in Europa posizioni di assoluto rispetto, la loro poesia al servizio degli ideali nazionali mostrò vene romantiche, messe in evidenza dagli scrittori: Adam Mickiewicz, Juliusz Słowacki, Zygmunt Krasiński e Cyprian Kamil Norwid : il primo rispecchiò la tragedia della patria ne Gli Avi, il secondo espresse in Re Spirito, il martirio della patria e la condanna del suo tempo, anche in Krasinski il dolore e la fede appaiono dominanti.
Nella letteratura sviluppatasi in patria sorse il romanzo storico con connotazioni epiche, i cui scrittori di spicco sono: Henryk Rzewuski, Józef Ignacy Kraszewski, creatore del teatro nazionale fu invece Aleksander Fredro.
Una nuova repressione colpì la Polonia nel 1863, alimentando una disillusa analisi della realtà, recependo ideali di positivismo.
Il misticismo romantico fu dunque abbandonato, mentre fiorirono studi storici.
La fine del secolo coincise con il ritorno della poesia e col tramonto delle correnti positivistiche, a cui subentravano le nuove tendenze antirealistiche.

## Novecento
All'inizio del XX secolo, attorno al movimento "Mloda Polska", si susseguirono diverse personalità letterarie: Stanisław Przybyszewski romanziere e saggista, Stanisław Wyspiański poeta e drammaturgo, Jan Kasprowicz poeta di umanità profonda; e ancora Stefan Żeromski, Władysław Reymont, artista vagabondo che aveva tentato molti mestieri ( e che aveva al suo attivo culturale il solo diploma di sarto, per aver consegnato 'un frac ben fatto'). e Wacław Sieroszewski. Scrittrice, esponente del positivismo europeo, fu Maria Konopnicka.
Nata la Polonia indipendente, l'impegno culturale della "Mloda Polska", venne continuata dagli skamandriti, sensibili all'influsso del futurismo italiano e del simbolismo russo, i maggiori esponenti sono: Julian Tuwim, Leopold Staff, vanno inoltre ricordati Stanisław Ignacy Witkiewicz narratore filosofo eclettico e bizzarro e le prose fantastiche e visionarie di Bruno Schulz.
Nell'immediato dopoguerra, dopo l'occupazione nazista, vennero distrutte biblioteche e archivi e deportati molti intellettuali polacchi, la Polonia passò a un regime socialista, la letteratura polacca fu caratterizzata da tendenze realistiche e didattiche, i temi trattati erano quelli dell'attualità immediata, e dello sviluppo dalla nuova società socialista.
Dopo il 1956, tra gli scrittori polacchi si manifestarono atteggiamenti critici, ed esigenze di autonomia dell'espressione artistica.
L'evidente frattura tra rappresentanti del regime e intellettuali si placa verso gli anni settanta fino al dialogo a partire dagli anni ottanta e alle libere elezioni parlamentari del 1991.
Il culmine della risonanza letteraria all'estero sarà però raggiunto con l'assegnazione del Nobel letterario a Wisława Szymborska, vera sanzione della diffusione europea e mondiale dei testi della repubblica, avvenuto nel 1996. Da allora si moltiplicheranno le traduzioni in lingua straniera, in totale continuità con la testimonianza internazionale delle produzioni minori, spesso radicata nel contributo volontario e nei samiszdat degli anni precedenti al 1989.

## Elenco di scrittori polacchi

### A
- Abgarowicz, Kajetan (1856-1909)
- Abrahamowicz, Adolf (1849-1899)

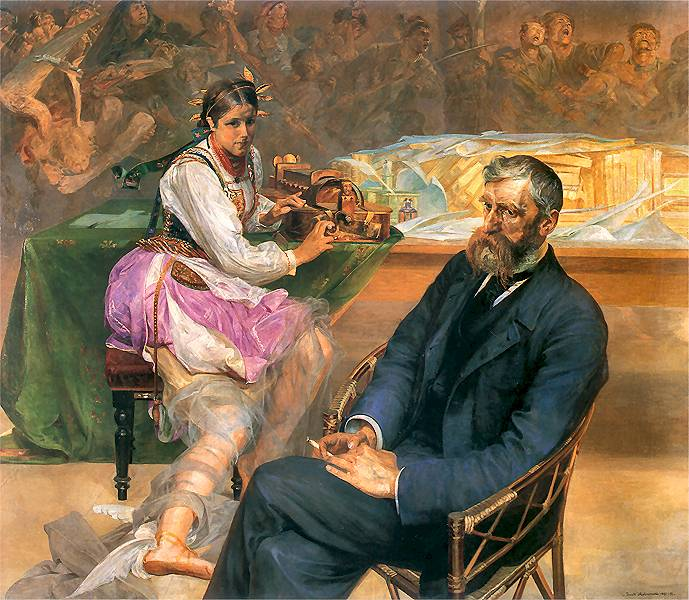
Ritratto di Adam Asnyk

- Abramow-Newerly, Jarosław (vivente - N. 1933)
- Abramow-Newerly Igor (1903-1987
- Adamowicz, Bogusław (1870-1944)
- Afanasjew, Jerzy (1932-1991)
- Anczyc, Władysław Ludwik (1823-1883)
- Andrzejewski, Jerzy (1909-1983)
- Andrzejewski, Wiesław (1931-1993)
- Anonimo Gallo (?-1116)
- Antoniewicz, Karol (1807-1852)
- Arct, Bohdan (1914-1973)
- Arnsztajnowa, Franciszka (1865-1942)
- Artyniewicz, Krystyna (1909-1953)
- Asnyk, Adam (1838-1897)
- Auderska, Halina (1904-2000)

### B

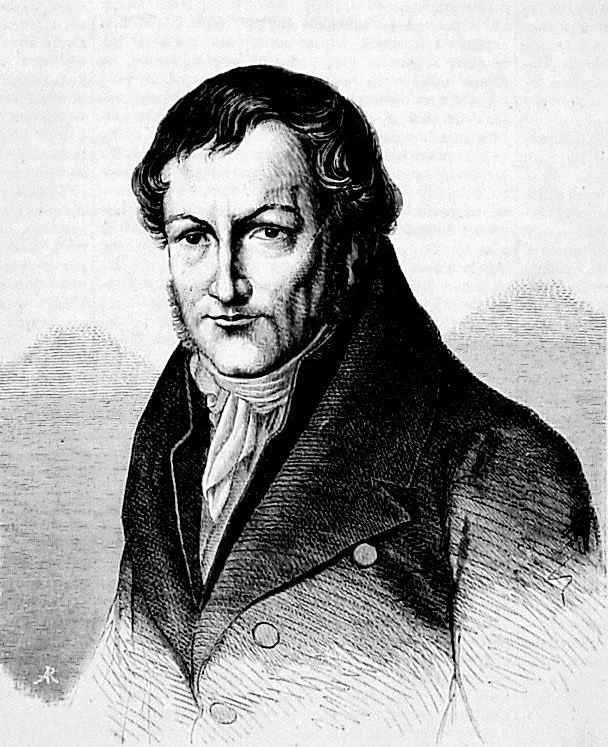
Jerzy Samuel Bandtkie

- Baczyński, Krzysztof Kamil (1921-1944)
- Baczyński, Stanisław (1890-1939)
- Badecki, Karol (1886-1953)
- Badura, Jerzy (1845-1911)
- Bagłaj, Ewa (vivente - N. 1980)
- Bahdaj, Adam (1918-1985)
- Baka, Józef (ca. 1706-1780)
- Baliński, Stanisław (1899-1984)
- Baliński, Stefan (1899-1943)
- Bałucki, Michał (1837-1901)
- Bandtkie, Jerzy Samuel (1768-1835)
- Baran, Marcin (vivente - N. 1963)
- Baraniecki, Marek (vivente - N. 1954)
- Barzykowski, Stanisław (1792-1872)
- Batko, Zbigniew (1940 - 2007)
- Bau, Józef (vivente - N. 1920)
- Bazylik, Cyprian (1535-1600)
- Bądkowski, Lech (1920-1984)
- Bąk, Wojciech (1907-1961)
- Bełza, Władysław (1847-1913)
- Bembus, Mateusz (1567-1645)
- Benisławska, Konstancja (1747-1806)
- Bereś, Stanisław (vivente - N. 1950)
- Berent, Wacław (1837-1940)
- Bernatowicz, Feliks (1786-1836)
- Białkowski, Grzegorz (1932-1989)
- Białołęcka, Ewa (vivente - N. 1967)
- Białoszewski, Miron (1922-1983)
- Biedrzycki, Miłosz (vivente - N. 1967)
- Bielski, Joachim (Morte: 1599)
- Bielski, Marcin (1495-1575)
- Biernat z Lublina (1465-1529)
- Bliziński, Józef (1827-1893)
- Bobkowski, Andrzej (1913-1961)
- Bogusławska, Teresa (1929-1945)
- Bogusławski, Antoni (1889-1956)
- Bogusławski, Wojciech (1757-1829)
- Bohomolec, Franciszek (1720-1784)
- Bohusz, Ignacy (ca. 1720-1778)
- Bolek, Juliusz Erazm (vivente - N. 1963)
- Bończa-Tomaszewski, Dyzma (1749-1825)
- Borchardt, Karol Olgierd (1905-1986)
- Borowski, Tadeusz (1922-1951)
- Boruń, Krzysztof (1923-2000)
- Borzymowski Marcin (1630-?)
- Brandstaetter, Roman (1906-1987)
- Brandys, Kazimierz (1916-2000)
- Brandys, Marian (1912-1998)
- Bratny, Roman (vivente - N. 1921)
- Braun, Jerzy (1901-1975)
- Breza, Tadeusz (1905-1970)
- Brodziński, Andrzej (1786-1812)
- Brodziński, Kazimierz (1791-1835)
- Broniewski, Władysław (1897-1962)
- Broszkiewicz, Jerzy (1922-1993)
- Brühl, Alojzy Fryderyk von (1739-1793)
- Brykczyński, Antoni (1843-1913)
- Bryll, Ernest (vivente - N. 1935)
- Brzechwa, Jan (1899-1966)
- Brzezińska, Anna (vivente - N. 1971)
- Brzostowski, Michał Hieronim (1762-1806)
- Brzozowski, Stanisław (1878-1911)
- Budzanowski, Teofil (1894-1959)
- Bujko, Mirosław (vivente - N. 1951)
- Bunsch, Karol (1898-1987)
- Burdecki, Feliks (1904-1991)
- Burek, Tomasz (vivente - N. 1938)
- Bursa, Andrzej (1931-1957)
- Bystrzycka, Zofia (vivente - N. 1922)
- Bystrzycki, Przemysław (1923-2004)

### C
- Chmielewska, Joanna (vivente - N. 1932)
- Chmielowski, Benedykt (1700-1763)
- Chabrowski Tadeusz (vivente - N. 1934)
- Chłędowski, Kazimierz (1843-1920)
- Chodźko, Aleksander (1804-1891)
- Chodźko, Ignacy (1794-1861)
- Chodźko, Michał (1808-1879)
- Choromański, Michał (1904-1972)
- Chotomska, Wanda (vivente - N. 1929)
- Chróścielewski Tadeusz (1920-2005)
- Ciechanowicz, Jerzy (1955-1999)
- Cichocki, Kasper (1545-1616)
- Ciołek, Stanisław (1382-1437)
- Conti Di Mauro, Irena (nata nel 1939)
- Cyranowicz, Maria (vivente - N. 1974)
- Czajkowski, Michał (1804-1886)
- Czaplicki, Ferdynad, Władysław (1828-1886)
- Czapski, Józef (1896-1993)
- Czartoryski, Adam, Kazimierz (1734-1823)
- Czartoryski, Adam Jerzy (1770-1861)
- Czechowicz Józef (1903-1939)

### D
- Dadlez, Michał (1895-1965)
- Danak, Roman (1935-1994)
- Dantyszek, Jan (1485-1548)
- Dąbrowska, Maria (1889-1965)

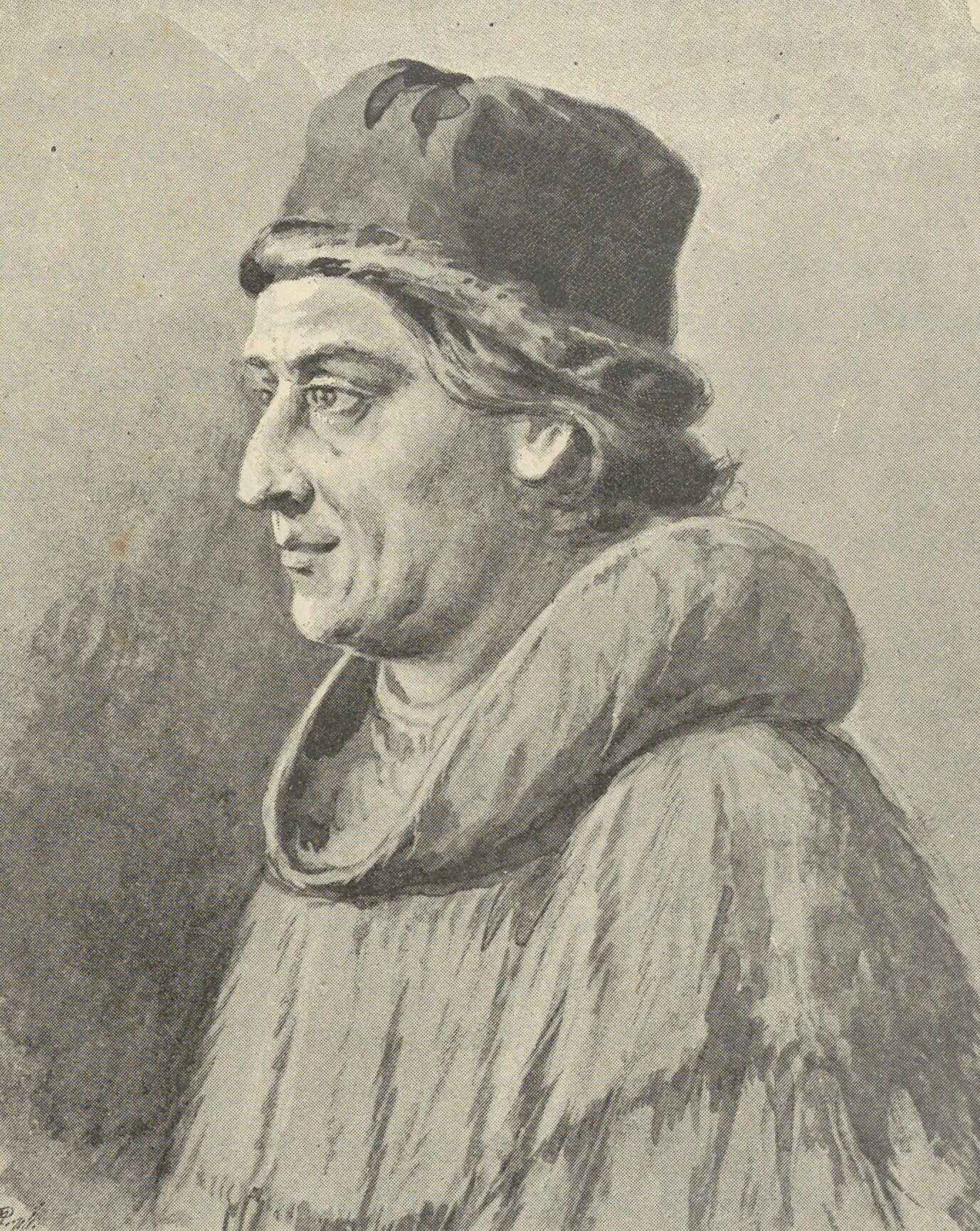
Jan Długosz

- Dębkowski, Andrzej (vivente - N. 1961)
- Dębołęcki, Wojciech (1585-1646)
- Dębski, Eugeniusz (vivente - N. 1952)
- Długosz, Jan (1415-1480)
- Długosz, Leszek (vivente - N. 1941)
- Dmochowski, Franciszek, Ksawery (1762-1808)
- Dmochowski, Franciszek Salezy (1801-1871)
- Dołęga-Mostowicz, Tadeusz (1898-1939)
- Dorn, Ludwik (vivente - N. 1954)
- Drukarczyk, Grzegorz (vivente - N. 1959)
- Drużbacka, Elżbieta (1695-1765)
- Drużbicki, Kasper (1590-1662)
- Drzewiński, Andrzej (vivente - N. 1959)
- Dukaj, Jacek (vivente - N. 1974)
- Dunin-Karwicki, Stanisław (1640-1724)
- Dygasiński, Adolf (1839-1902)
- Dygat, Stanisław (1914-1978)
- Dzieduszycki, Jerzy Stanisław (1670-1730)
- Dziekoński, Józef Bohdan (1816-1855)

### E
- Ehrenberg, Gustaw (1818-1895)
- Engelking, Leszek (vivente - N. 1955)

### F
- Feliński, Alojzy (1771-1820)
- Fiałkowski, Konrad (vivente - N. 1939)
- Fiedler, Arkady (1894-1985)
- Filipiak Izabela (vivente - N. 1961)
- Fredro, Aleksander (1793-1876)
- Fredro, Andrzej Maksymilian (1620-1679)
- Frycz, Karol (1877-1963)
- Frycz-Modrzewski, Andrzej (1503-1572)
- Fox, Marta (vivente - N. 1952)

### G
- Gajcy, Tadeusz (1922-1944)
- Gałczyński, Konstanty Ildefons (1905-1953)
- Gajdziński, Marek (vivente - N. 1962)
- Gałka, Andrzej (Morte: po 1451)
- Garczyński, Stefan Florian (1805-1833)
- Garliński, Józef (1913-2005)
- Gaszyński, Konstanty (1809-1866)
- Gawdzicki, Feliks (1750-1836)
- Gawłowicz, Józef (vivente - N. 1942)
- Gąsiorowski, Wacław (1869-1939)
- Giller, Agaton (1831-1887)
- Głowacki, Janusz (vivente - N. 1938)
- Godebski, Cyprian (1765-1809)
- Goetel, Ferdynand (1890-1960)
- Gojawiczyńska, Pola (1896-1963)
- Gołubiew, Antoni (1907-1979)
- Gombrowicz, Witold (1904-1969)
- Gomulicki, Juliusz, Wiktor (1909-2006)
- Gomulicki, Wiktor (1848-1919)
- Gorecki, Antoni (1787-1861)
- Goszczurny, Stanisław (1929-2003)
- Goszczyński, Seweryn (1801-1876)
- Goślicki, Wawrzyniec (1530-1607)
- Goździkiewicz, Teodor (1903-1984)
- Górnicki, Łukasz (1527-1603)
- Górski, Artur (1870-1959)
- Grabiński, Stefan (1887-1936)
- Grabowiecki, Sebastian (1543-1607)
- Grim, Emanuel (1883-1950)
- Grochola, Katarzyna (vivente - N. 1957)
- Grochowiak, Stanisław (1934-1976)
- Grochowski, Stanisław (1542-1612)
- Grynberg, Henryk (vivente - N. 1936)
- Grzesiuk, Stanisław (1918-1963)
- Grzędowicz, Jarosław (vivente - N. 1965)
- Grzymała-Siedlecki, Adam (1876-1967)
- Guziakiewicz, Edward (vivente - N. 1952)
- Gwiżdż, Feliks (1885-1952)

### H
- Harasymowicz, Jerzy (1933-1999)
- Harny, Marek (vivente - N. 1946)
- Hartwig, Julia (nata nel 1921)
- Hemar, Marian (1901-1972)
- Hen, Józef (vivente - N. 1923)
- Herbert, Zbigniew (1924-1998)
- Herburt, Jan Szczęsny (1567-1616)

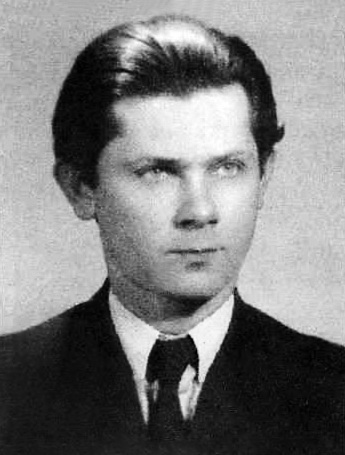
Zbigniew Herbert

- Herling-Grudziński, Gustaw (1919-2000)
- Hertz, Paweł (1918-2002)
- Hłasko, Marek (1934-1969)
- Hoffmanowa, Klementyna (1798-1845)
- Hollanek, Adam (1922-1998)
- Hołdys, Zbigniew (vivente - N. 1951)
- Horzyca, Wilam (1889-1959)
- Hozjusz, Stanisław (1504-1679)
- Huberath, Marek S. (vivente - N. 1954)
- Huskowski Jan (vivente - N. 1883)
- Hussowczyk, Mikołaj (1475-1533)

### I
- Ilukowicz, Jędrzej W.
- Iłłakowiczówna, Kazimiera (1892-1983)
- Inglot, Jacek (vivente - N. 1962)
- Iredyński, Ireneusz (1939-1985)
- Irzykowski, Karol (1873-1944)
- Isakowicz-Zaleski, Tadeusz (vivente - N. 1956)
- Iwaszkiewicz, Jarosław (1894-1980)

### J
- Jabłczyński, Feliks (1860-1928)
- Jabłonowski, Jan Stanisław (1669-1731)
- Jabłonowski, Ludwik (1810-1887)
- Jabłonowski, Stanisław Wincenty (1694-1754)
- Jabłonowski, Władysław (1867-1956)
- Jachowicz, Stanisław (1796-1857)
- Jakóbiec, Marian (1910-1998)
- Janczarski, Czesław (1911-1971)
- Janicki, Klemens (1516-1543)
- Jan z Koszyczek (przełom XV i XVI wieku)
- Janko z Czarnkowa (1320-1387)
- Janta-Połczyński, Aleksander (1908-1974)
- Januszkiewicz, Adolf (1803-1857)
- Januszkiewicz, Eustachy (1805-1874)
- Jaraczewska, Elżbieta (1791-1832)
- Jarochowski Kazimierz (1829-1888)
- Jerzy Jarmołowski (1940-2002)
- Jarzębski, Adam (?-1649)
- Jasienica, Paweł (1909-1970)
- Jasieński, Bruno (1901-1939)
- Jasieński, Feliks (1861-1929)
- Jasiński, Jakub (1761-1794)
- Jastrun, Mieczysław (1903-1983)
- Jastrun, Tomasz (vivente - N. 1950)
- Jedlicz, Józef (1878-1955)
- Jelski, Aleksander (1834-1916)
- Jełowicki, Aleksander (1804-1877)
- Jeske-Choiński, Teodor (1854-1920)
- Jezierski, Franciszek Salezy (1740-1791)
- Jeż, Teodor Tomasz (1824-1915)
- Józefacka, Maria (vivente - N. 1942)
- Junosza, Klemens (1849-1898)
- Jurgielewiczowa, Irena (1903-2003)

### K
- Kaczkowski, Zygmunt (1825-1896)
- Kaczmarski, Jacek (1957-2004)

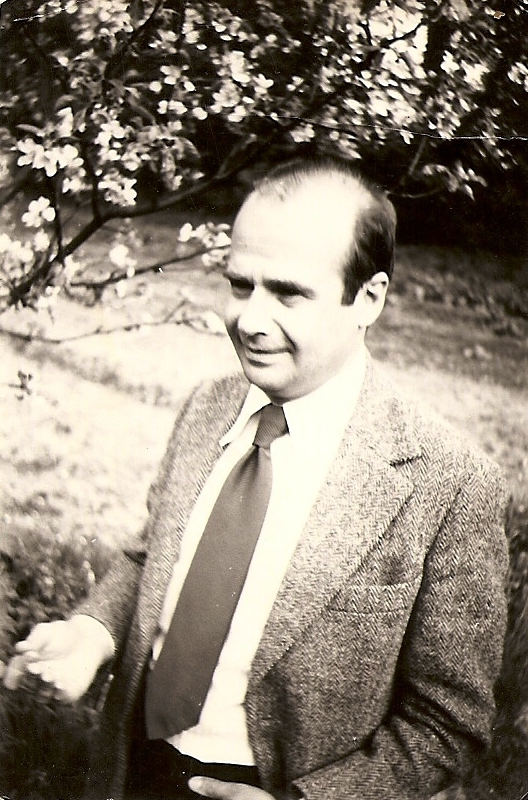
Andrzej Kijowski

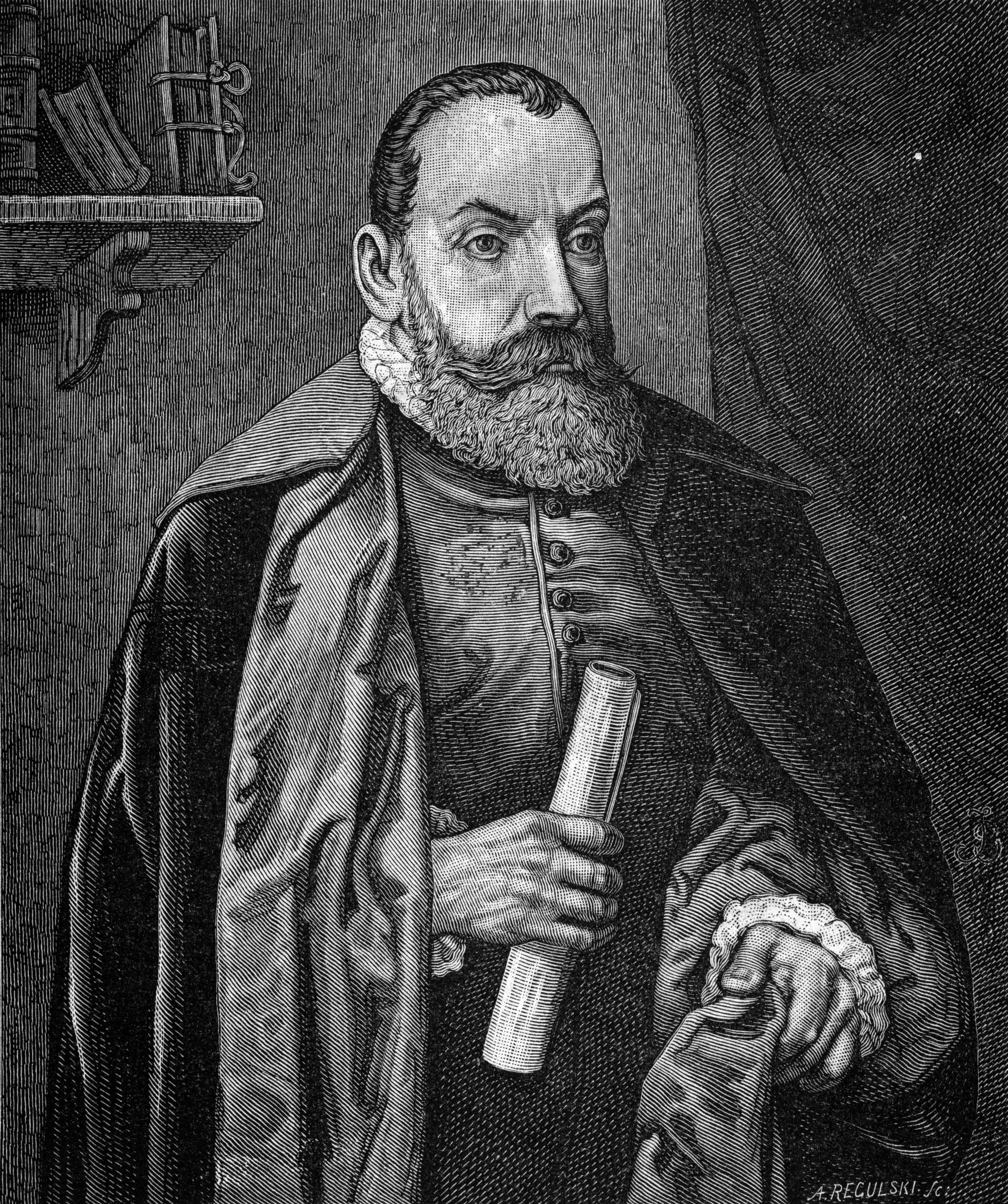
Jan Kochanowski

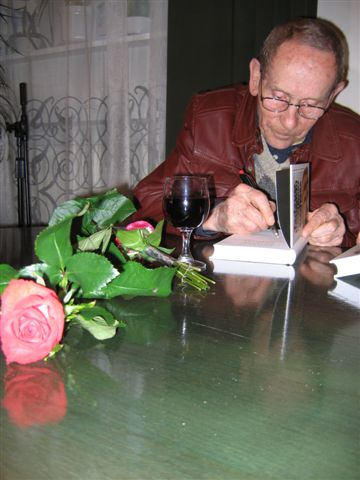
Tadeusz Konwicki

- Kaden-Bandrowski, Juliusz (1885-1944)
- Kaliński, Jan Damascen (1664-1726)
- Kamieńska, Anna (1920-1986)
- Kamiński, Aleksander (1903-1978)
- Kapuściński, Ryszard (1932-2007)
- Karnkowski, Stanisław (1520-1603)
- Karpiński, Franciszek (1741-1825)
- Karpiński, Świętopełk (1909-1940)
- Karpiński, Wojciech (vivente - N. 1943)
- Karpowicz, Tymoteusz (1921–2005)
- Kasprowicz, Jan (1860-1926)
- Kąkolewski, Krzysztof (vivente - N. 1930)
- Kerényi Grácia (poetka) 1925-1985
- Kiciński, Bruno (1797-1844)
- Kijowski, Andrzej (1928-1985)
- Kisielewski, Józef (1905-1966)
- Kisielewski, Stefan (1911-1991)
- Kitowicz, Jędrzej (1728-1804)
- Kleryka, Stanisław (morto circa 1562)
- Klonowic, Sebastian Fabian (ca. 1545-1602)
- Klubowicz, Marta (vivente - N. 1963)
- Knapski, Grzegorz (Morte: 1639)
- Kniaźnin, Franciszek Dionizy (1750-1807)
- Kochanowski, Andrzej (?-1599)
- Kochanowski, Jan (1530-1584)
- Kochanowski, Piotr (1566-1620)
- Kochowski, Wespazjan (1633-1700)
- Kofta, Jonasz (1942-1988)
- Kołłątaj, Hugo (1750-1812)
- Kołodziejczak, Tomasz (vivente - N. 1967)
- Komuda, Jacek (vivente - N. 1972)
- Konarski, Feliks (1907-1991)
- Konarski, Stanisław (1700-1773)
- Konopnicka, Maria (1842-1910)
- Kontrym, Kazimierz (1776-1836)
- Konwicki, Tadeusz (vivente - N. 1926)
- Kopernik, Mikołaj (1473-1543)
- Korczak, Janusz (1878 lub 1879-1942)
- Kordecki, Augustyn (1603-1673)
- Korzeniowski, Apollo (1820-1869)
- Kosiński, Adam Amilkar (1814-1893)
- Kosiński, Kazimierz (1886-1970)
- Kossak-Szczucka, Zofia (1889-1968)
- Kostek-Biernacki, Wacław (1882-1957)
- Kossakowska, Maja Lidia (vivente - N. 1972)
- Kossakowski, Antoni (1718-1786)
- Kowalska, Anka (1932-2008)
- Kowalska, Anna (1903-1969)
- Kowalski, Franciszek (1799-1862)
- Koźmian, Kajetan (1771-1856)
- Krahelska, Krystyna (1914-1944)
- Krajewski, Michał Dymitr (1746-1817)
- Krakowowa, Paulina (1813-1882)
- Krasicki, Ignacy (1735-1810)
- Krasiński, Zygmunt (1812-1859)
- Kraszewski, Józef Ignacy (1812-1887)
- Kres, Feliks W. (vivente - N. 1966)
- Kropiński, Ludwik (1767-1844)
- Krumłowski, Konstanty (1872-1938)
- Kryski, Feliks (1562-1618)
- Krzepkowski, Andrzej (1953-1991)
- Krzeptowski Jan (Sabała) (1809-1894)
- Krzycki, Andrzej (1482-1537)
- Krzysztoporski, Mikołaj (1547-1573)
- Krzywicki, Ludwik (1859-1941)
- Krzyżewski, Juliusz (1915-1944)
- Kubiak, Zygmunt (1929-2004)
- Kucharczyk, Antoni (1874-1944)
- Kuczok, Wojciech (vivente - N. 1972)
- Kurek, Jalu (1904-1983)
- Kulesza, Juliusz (vivente - N. 1928)
- Kuncewiczowa, Maria (1897-1989)
- Kurylewicz, Gabriela (vivente - N. 1969)
- Janca, Karol (vivente - N. 1930)

### L
- Lam, Jan (1838-1886)
- Lange, Antoni (1863-1929)
- Laterna, Marcin (1552-1598)
- Lau, Jerzy (1917-1970)
- Lelewel, Joachim (1786-1861)
- Lec, Stanisław Jerzy (1909-1966)
- Lechoń, Jan (1899-1956)
- Lem, Stanisław (1921-2006)
- Lenartowicz, Teofil (1822-1893)
- Lepecki, Mieczysław (1897-1969)
- Leśmian, Bolesław (1878-1937)

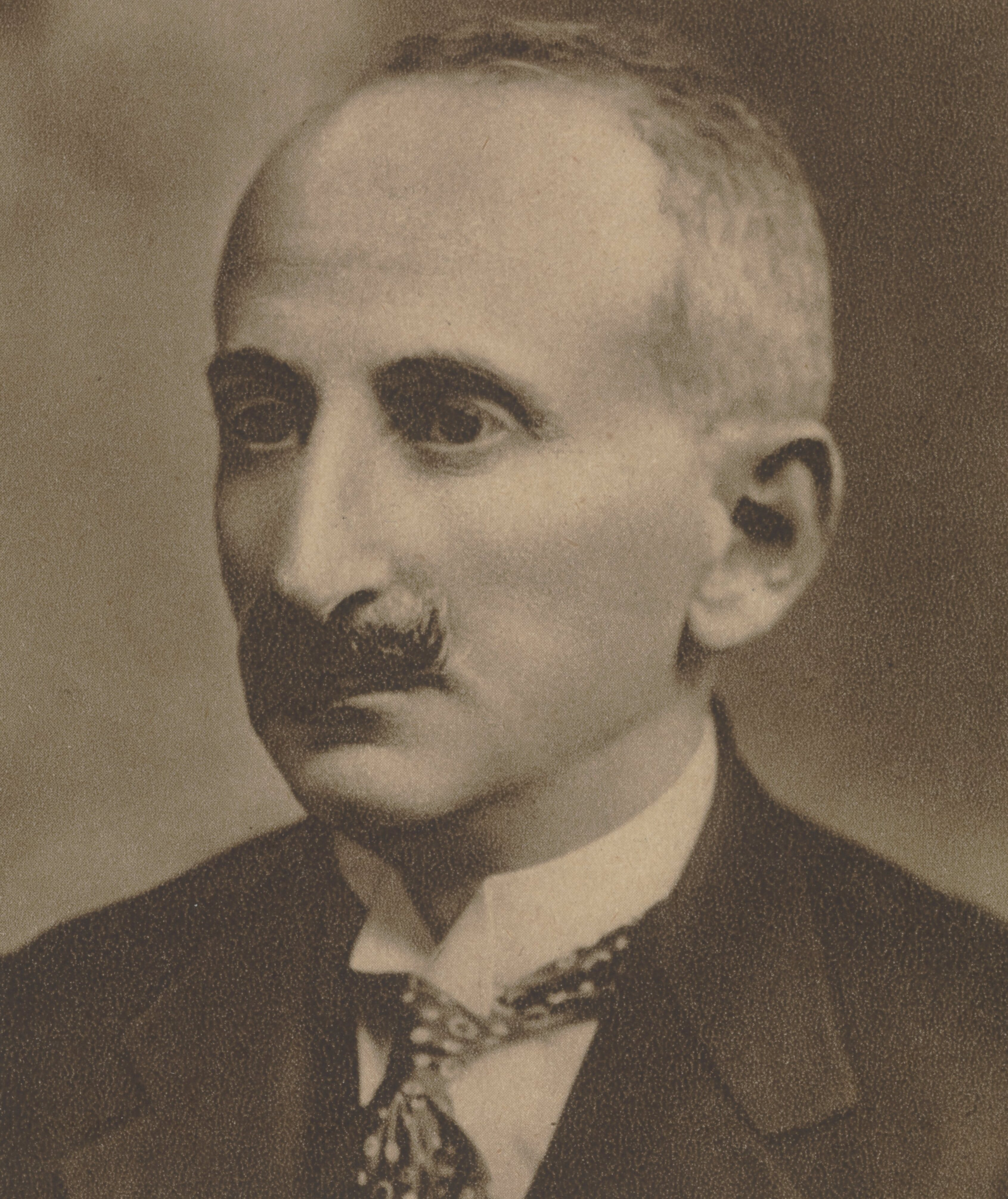
Bolesław Leśmian

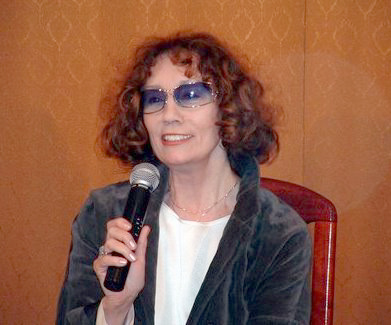
Olga Lipińska

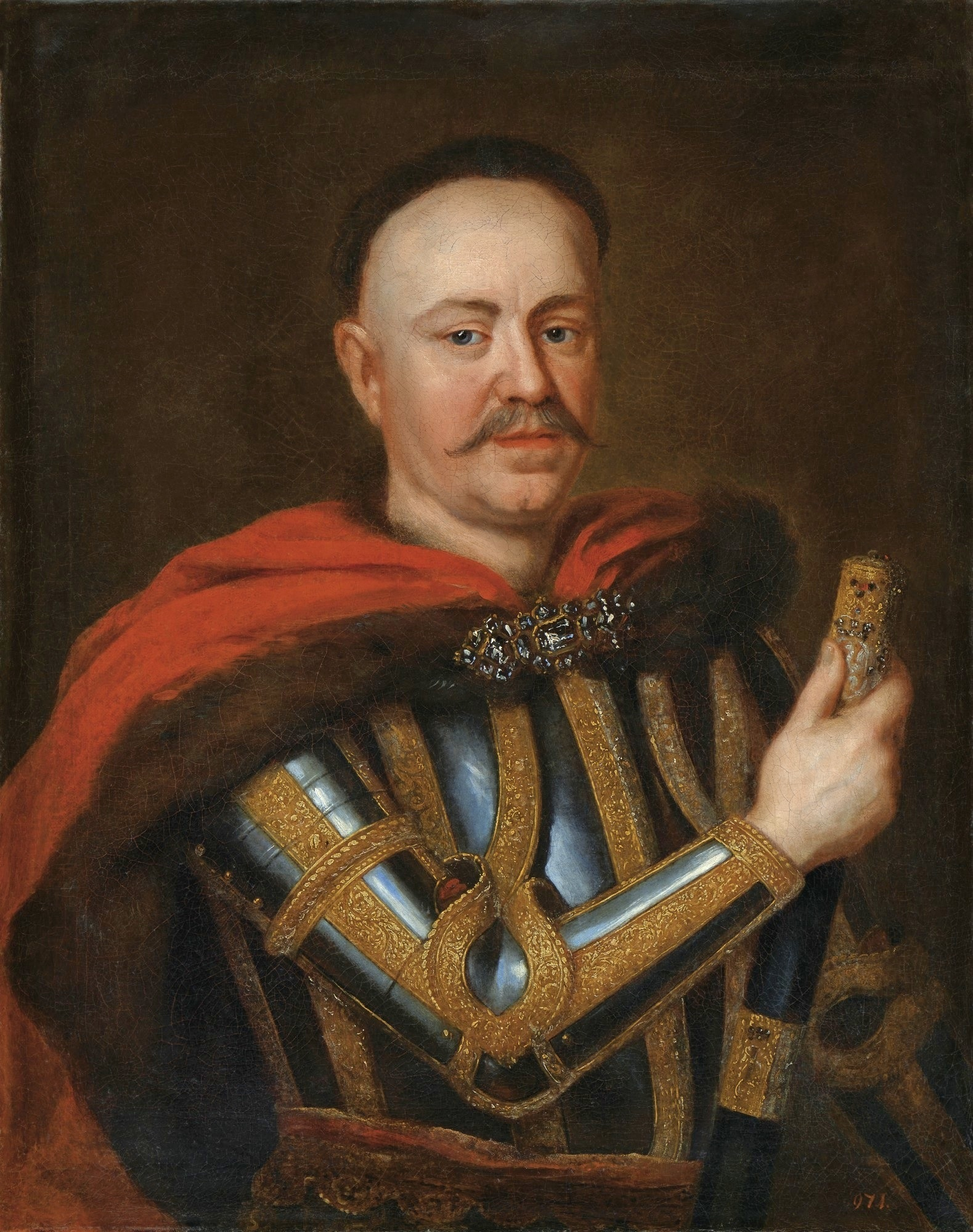
Stanisław Herakliusz Lubomirski

- Lewandowski, Konrad T. (vivente - N. 1966)
- Leżeński, Cezary (1930-2006)
- Libera, Antoni (vivente - N. 1949)
- Liebert, Jerzy (1904-1931)
- Lipińska, Olga (vivente - N. 1937)
- Lipska, Ewa (vivente - N. 1945)
- Loch, Andre (vivente - N. 1979)
- Lubowski, Edward (1837-1923)
- Lubomirski, Stanisław Herakliusz (1642-1702)

### Ł
- Łaski, Stanisław (?-1550)
- Łaszczyński, Witold (1874-1949)
- Łęczycki, Mikołaj (1574-1653)
- Józef Łobodowski (1909-1988)
- Łonyszyn, Przemysław (vivente - N. 1978)
- Łoziński, Władysław (1843-1913)
- Łuszczewska, Jadwiga (1834-1908)
- Łysiak, Waldemar (vivente - N. 1944)

### M

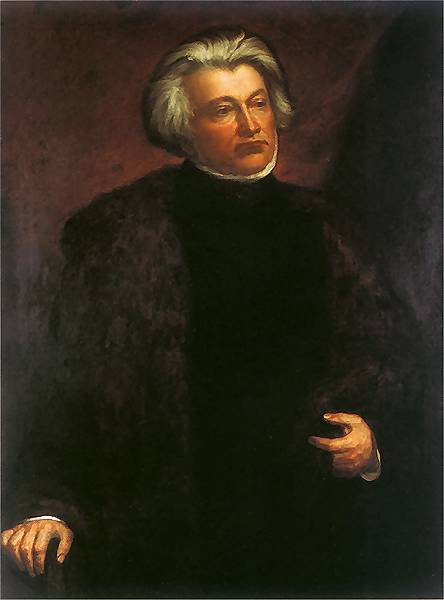
Ritratto di Adam Mickiewicz

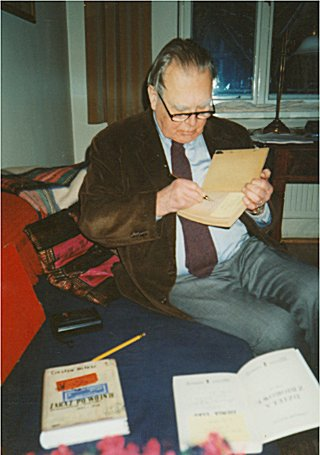
Czesław Miłosz

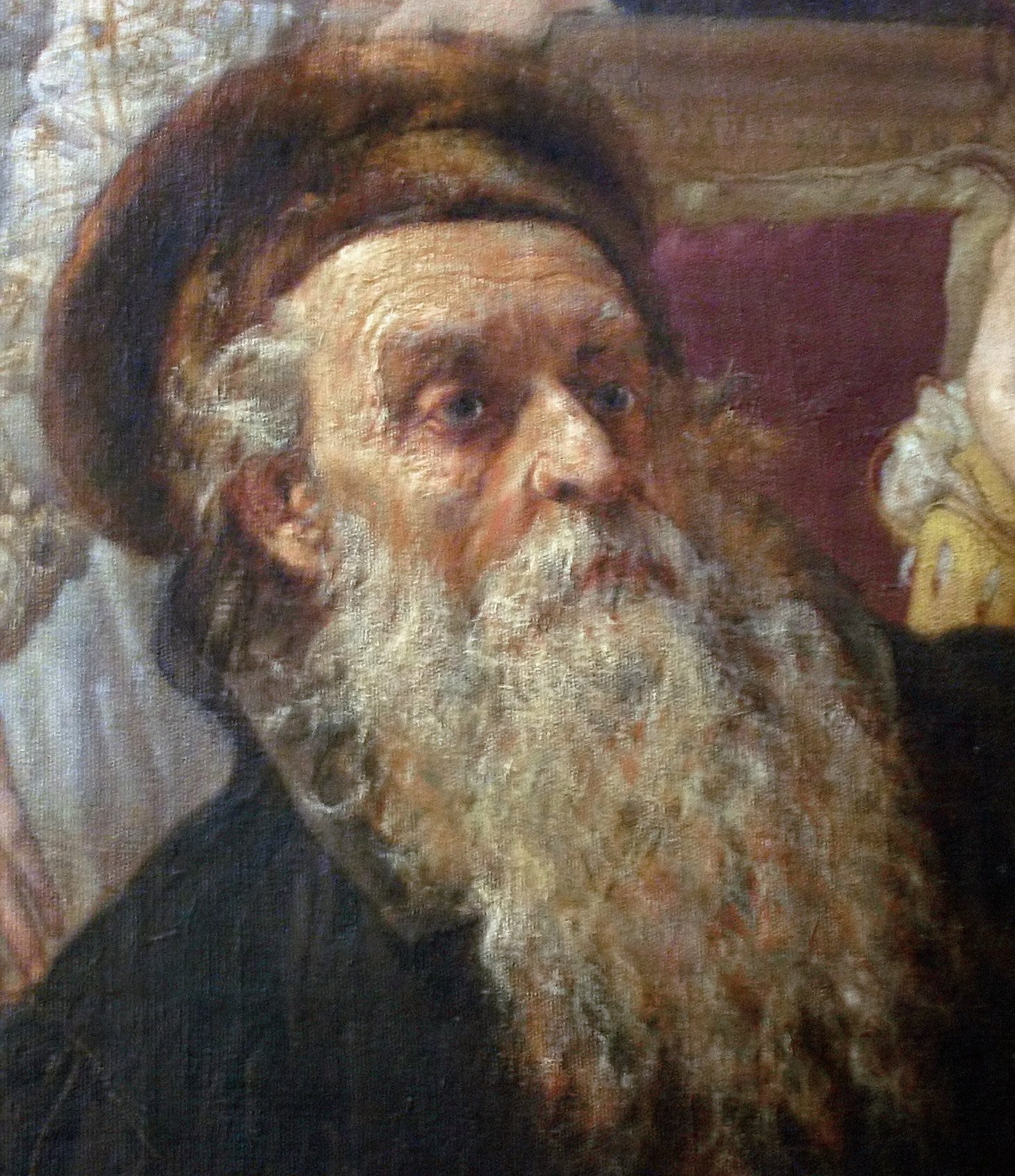
Andrzej Frycz Modrzewski

- Macierzewska, Janina (vivente - N. 1908)
- Mackiewicz, Józef (1901-1985)
- Magnuszewski, Dominik (1810-1845)
- Majchrowski Stefan (1908-1988)
- Majewski, Andrzej (vivente - N. 1966)
- Majgier, Katarzyna (vivente - N. 1973)
- Makarczyk, Janusz (1901-1960)
- Makuszyński, Kornel (1884-1953)
- Malczewski, Antoni (1793-1826)
- Malewska, Hanna (1911-1983)
- Małachowski, Juliusz (1801-1831)
- Marjańska, Ludmiła (1923-2005)
- Matuszewicz, Marcin (1714-1773)
- Mazurkiewicz, Andrzej Tadeusz (1963-2008)
- Meciszewki, Kacper (1763-1803)
- Miaskowski, Kasper (1549-1622)
- Michalkiewicz, Stanisław (vivente - N. 1947)
- Miciński, Tadeusz (1873-1918)
- Mickiewicz, Adam (1798-1855)
- Miechowita, Maciej (1457-1523)
- Mierosławski, Ludwik (1814-1878)
- Mikołaj z Polski (Morte: ca. 1316)
- Miller, Grażyna (vivente - N. 1957)
- Miłaszewska, Wanda (1894-1944)
- Miłaszewski, Stanisław (1886-1944)
- Miłkowski, Zygmunt (Teodor Tomasz Jeż) (1824-1915)
- Miłosz, Czesław (1911-2004)
- Minasowicz, Józef Epifani (1718-1796)
- Młodożeniec, Stanisław (1895-1959)
- Mochnacki, Maurycy (1803-1834)
- Modrzewski, Andrzej Frycz (1503-1572)
- Molski, Marcin (1751-1822)
- Morstin, Ludwik Hieronim (1886-1966)
- Morsztyn, Andrzej (1621-1693)
- Morsztyn, Hieronim (1581-1623)
- Morsztyn, Zbigniew (1625-1689)
- Mostwin, Danuta (vivente - N. 1921)
- Mrongovius, Krzysztof Celestyn (1764-1855)
- Mrożek, Sławomir (vivente - N. 1930)
- Müldner-Nieckowski, Piotr (vivente - N. 1946)
- Murzynowski, Stanisław (1528-1553)
- Mycielski, Stanisław (1743-1818)
- Mycielski, Zygmunt (1907-1987)

### N
- Nabielak, Ludwik (1804-1883)
- Naborowski, Daniel (1573-1640)
- Nagurczewski, Ignacy (1725-1811)
- Nakwaska, Anna (1781-1851)
- Nalepiński, Tadeusz (1885-1918)
- Nałkowska, Zofia (1884-1954)
- Nałkowski, Wacław (1851-1911)
- Napierski, Stefan (1899-1940)
- Naruszewicz, Adam (1733-1796)
- Narzymski, Józef (1839-1872)

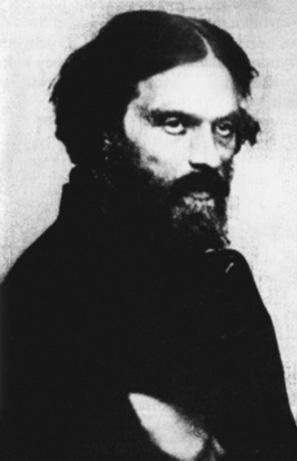
Cyprian Kamil Norwid

- Nidecki, Andrzej Patrycy (1522-1587)
- Newerly, Igor (1903-1987)
- Nidecki, Andrzej Patrycy (1522-1587)
- Niemcewicz, Julian Ursyn (1757-1841)
- Niemojewski, Andrzej (1864-1921)
- Niemojowski, Ludwik (1823-1892)
- Nienacki, Zbigniew (1929-1994)
- Niziurski, Edmund (vivente - N. 1925)
- Norwid, Cyprian Kamil (1821-1883)
- Nowaczyński, Adolf (1876-1944)
- Nowakowski, Marek (vivente - N. 1935)
- Nowakowski, Zygmunt (1891-1963)
- Noyszewski-Piołun, Stanisław (1891-1941)

### O
- Obertyńska, Beata (1898-1980)
- Ochorowicz, Julian (1850-1917)

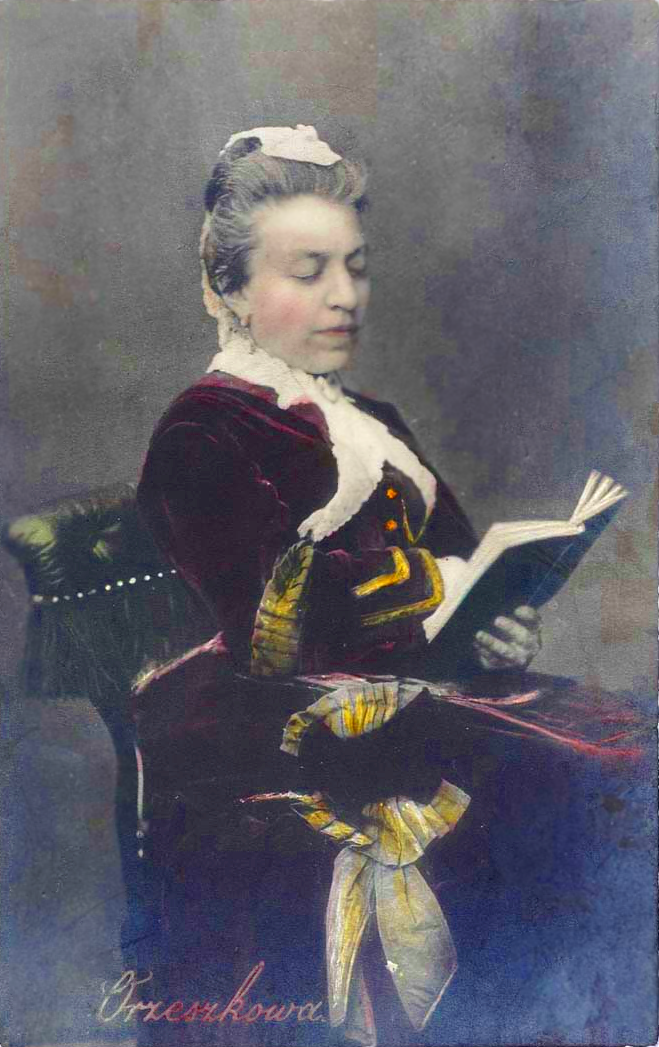
Eliza Orzeszkowa

- Odojewski, Włodzimierz (vivente - N. 1930)
- Odyniec, Antoni Edward (1804-1885)
- Ogiński, Michał Kazimierz (1730-1800)
- Olizar, Narcyz (1794-1862)
- Opaliński, Krzysztof (Morte: 1655)
- Opaliński Łukasz (1612-1662)
- Oppman, Artur (1867-1931)
- Oraczewski, Feliks (1739-1799)
- Oramus, Marek (vivente - N. 1952)
- Orbitowski, Łukasz (vivente - N. 1977)
- Orkan, Władysław (1875-1930)
- Orpiszewski, Ludwik (1810-1875)
- Orzechowski, Stanisław (1513-1566)
- Orzelski, Stanisław (1581-1626)
- Orzelski, Świętosław (1549-1598)
- Orzeszkowa, Eliza (1841-1910)
- Osiecka, Agnieszka (1936-1997)
- Osiński, Ludwik (1775-1838)
- Ossendowski, Ferdynand (1876-1945)
- Ossoliński, Józef Maksymilian (1748-1826)
- Jan Ostroróg (1436-1501)
- Oszubski, Tadeusz (vivente - N. 1958)

### P
- Pacyński, Tomasz (1958-2005)
- Padniewski, Filip (1510-1572)
- Paprocki, Bartosz (1543-1614)
- Parandowski, Jan (1895-1978)
- Parnicki, Teodor (1908-1988)

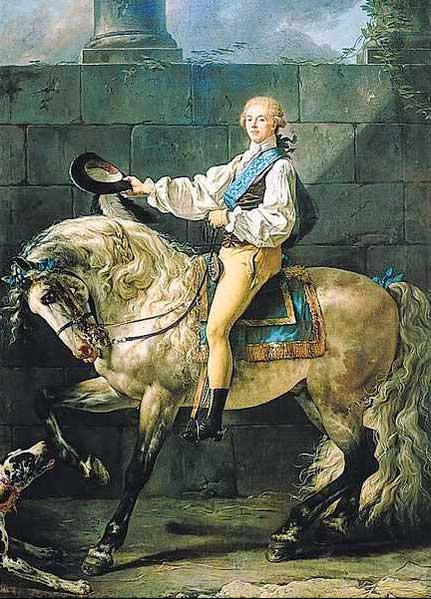
Stanisław Kostka Potocki

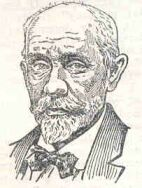
Stanisław Przybyszewski

- Parowski, Maciej (vivente - N. 1946)
- Pasek, Jan Chryzostom (1636-1701)
- Pasierb, Janusz (1929-1993)
- Pasikowski, Władysław (vivente - N. 1959)
- Pastorius, Joachim (1611-1681)
- Paweł z Krosna (1470-1517)
- Pawlak, Romuald (vivente - N. 1967)
- Pawlikowska-Jasnorzewska, Maria (1891-1945)
- Pawłowicz, Beata (vivente - N. 1965)
- Piasecki, Sergiusz (1901-1964)
- Piekara, Jacek (vivente - N. 1965)
- Piekarska Małgorzata Karolina (vivente - N. 1967)
- Pietrzak, Włodzimierz (1913-1944)
- Pietrzyk, Maciej (vivente - N. 1944)
- Pilch, Jerzy (vivente - N. 1952)
- Pilipiuk, Andrzej (vivente - N. 1974)
- Piotr z Grudziądza (Morte: ca. 1482)
- Piotrowski, Gracjan (1735-1785)
- Płocharski, Wojciech (vivente - N. 1964)
- Pol, Wincenty (1807-1872)
- Poświatowska, Halina (1935-1967)
- Potocka, Anna (1779-1867)
- Potocki, Stanisław Kostka (1755-1821)
- Potocki, Wacław (1621-1696)
- Probosz, Jerzy (1901-1942)
- Próchniewicz, Wojciech (vivente - N. 1955)
- Prus, Bolesław (1847-1912)
- Przerwa-Tetmajer, Kazimierz (1865-1940)
- Przesmycki, Zenon (Miriam) (1861-1944)
- Przetocki, Hiacynt (ca. 1599-1655)
- Przyboś, Julian (1901-1970)
- Przybyszewski, Stanisław (1868-1927)
- Puzynina, Gabriela 1815-1869)

### R
- Rabska, Zuzanna (1888-1960)

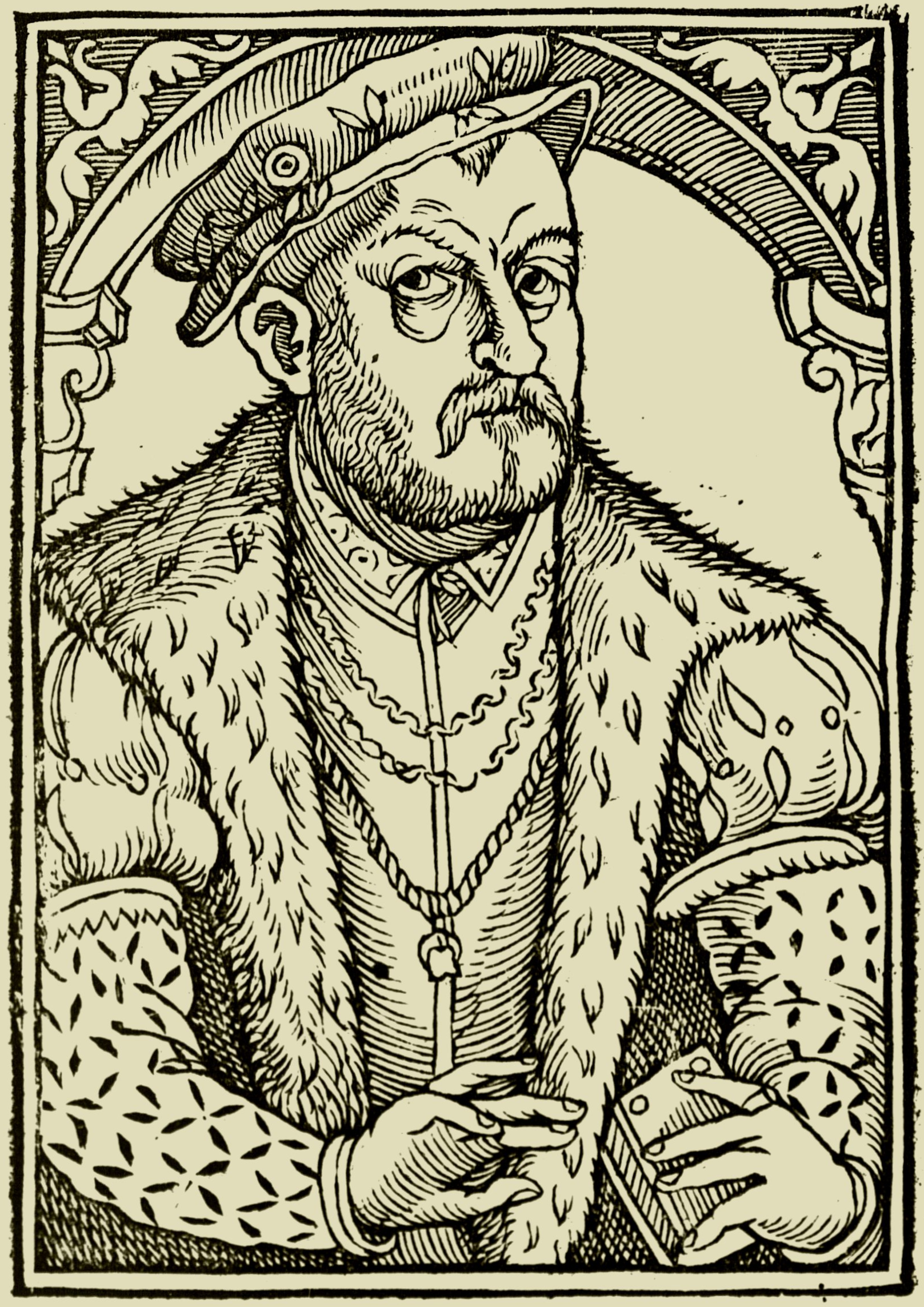
Mikołaj Rej

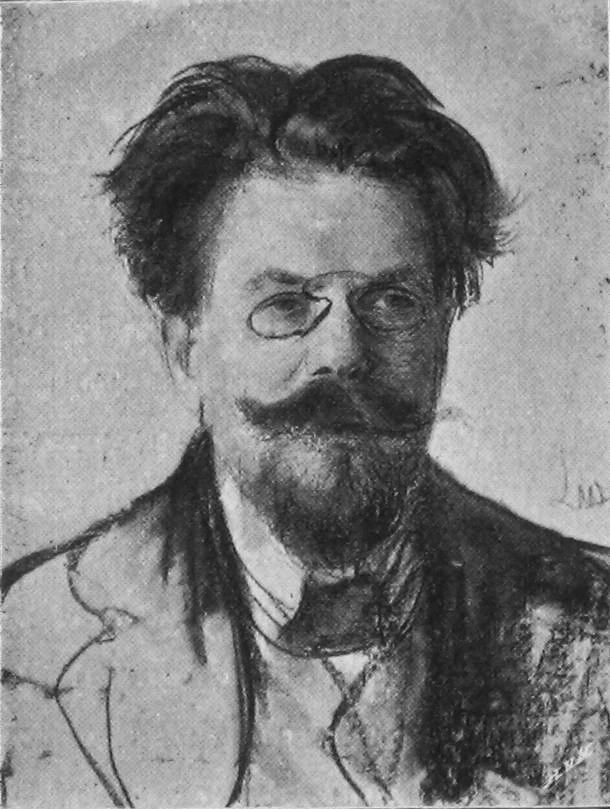
Władysław Reymont

- Radziwiłł, Albrecht Stanisław (1593-1656)
- Radziwiłł, Mikołaj Krzysztof (1549-1616)
- Radziwiłł, Udalryk Krzysztof (1712-1770)
- Radziwiłłowa, Urszula Franciszka (1705-1753)
- Rapacki, Wincenty (1840-1924)
- Raszewski, Zbigniew (1925-1992)
- Redliński, Edward (vivente - N. 1940)
- Rej z Nagłowic, Mikołaj (1505-1569)
- Reklewski, Wincenty (1785-1812)
- Rekosz, Dariusz (vivente - N. 1970)
- Rembek, Stanisław (1901-1985)
- Reymont, Władysław (1867-1925)
- Rodziewiczówna, Maria (1863-1944)
- Rolicz-Lieder, Wacław (1866-1912)
- Romanowiczowa, Zofia (vivente - N. 1922)
- Romanowski, Mieczysław (1833-1863)
- Rostworowski, Jan (1919-1975)
- Rostworowski, Jan Nepomucen (1799-1847)
- Różewicz, Tadeusz (vivente - N. 1921)
- Różycki, Zygmunt (1883-1930)
- Rudnicki, Adolf (1912-1990)
- Rudnicki, Dominik (1676-1739)
- Rudnicki, Janusz (vivente - N. 1956)
- Rudnicki, Lucjan (1882-1968)
- Rutha, Bogdan (1920-1983)
- Rydel, Lucjan (1870-1918)
- Rylski, Eustachy (vivente - N. 1944)
- Rymkiewicz, Aleksander (1913-1983)
- Rymkiewicz, Jarosław Marek (vivente - N. 1935)
- Rysiński, Salomon (1560-1625)
- Ryszka, Józef (1920-1943)
- Rytard, Jerzy Mieczysław (1899-1970)
- Rzewuski, Henryk (1791-1866)
- Rzewuski, Wacław Piotr (1706-1779)
- Rzewuski, Wacław Seweryn (1785-1831)

### S
- Sabowski, Władysław (1837-1888)
- Sadowska, Barbara (1940-1986)

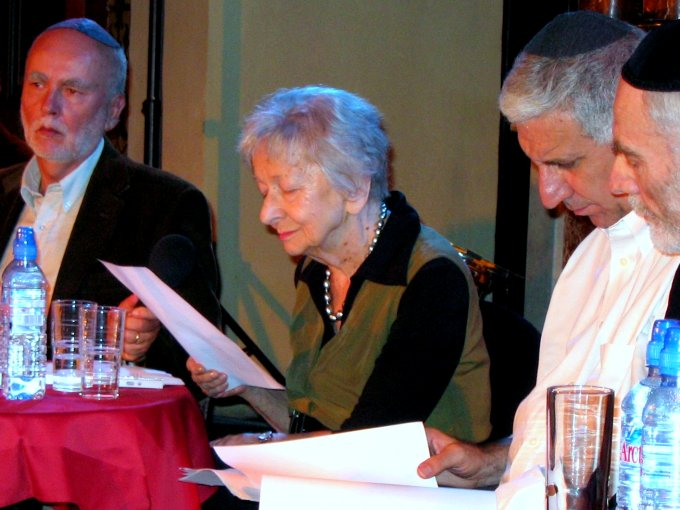
Wisława Szymborska

- Sakiewicz, Tomasz (vivente - N. 1967)
- Sapkowski, Andrzej (vivente - N. 1948)
- Sarbiewski, Maciej (1595-1640)
- Sarnicki, Stanisław (1532-1597)
- Sarwa, Andrzej (vivente - N. 1953)
- Sat-Okh (1920-2003) pseudonimo Stanisława Supłatowicza
- Sawaszkiewicz, Jacek (1947-1999)
- Schulz, Bruno (1892-1942)
- Sebyła, Władysław (1900-1940)
- Sęp-Szarzyński, Mikołaj (ca. 1550 - ca. 1581)
- Siedlecka, Joanna (vivente - N. 1949)
- Siemieński, Lucjan (1807-1877)
- Sienkiewicz, Henryk (1846-1916)
- Sienkiewicz, Karol (1793-1860)
- Sieroszewski, Wacław (1858-1945)
- Skarga, Piotr (1536-1612)
- Skiwski, Jan, Emil (1894-1956)
- Skorupski, Jan Stanisław (vivente - N. 1938)
- Slaska, Ewa Maria (vivente - N. 1949)
- Słonimski, Antoni (1895-1976)
- Słota, Przecław (Morte: 1419)
- Słowacki, Juliusz (1809-1849)
- Sobowiec Sebastian (vivente - N. 1978)
- Solikowski, Jan Dymitr (1539-1603)
- Sowa, Izabela (vivente - N. 1969)
- Sowa, Aleksander (vivente - N. 1979)
- Stanisław August Poniatowski (1732-1798)
- Stanisławska, Anna (Morte: ca. 1700)
- Stasiuk, Andrzej (vivente - N. 1960)
- Staszic, Stanisław (1755-1826)
- Staff, Leopold (1878-1957)
- Starowolski, Szymon (1588-1656)
- Staszewski, Stanisław (1925-1973)
- Sten, Jan (1871-1913)
- Stęczyński, Maciej (1814-1890)
- Stroiński, Zdzisław (1921-1944)
- Strug, Andrzej (1871-1937)
- Strumph-Wojtkiewicz, Stanisław (1898-1986)
- Strumski, Władysław (1922-1990)
- Studniarek, Michał (vivente - N. 1976)
- Stryjkowski, Maciej (1547-1593)
- Suchodolski, Rajnold (1804-1831)
- Sygietyński, Antoni (1850-1923)
- Syrokomla, Władysław (1823-1862)
- Szarzyński, Mikołaj Sęp (ca. 1550 - ca. 1581)
- Szandlerowski, Antoni (1878-1911)
- Szczeklik, Andrzej (vivente - N. 1938)
- Szczepański, Józef (1922-1944)
- Szczuka, Kazimiera (vivente - N. 1966)
- Szczuka, Stanisław Antoni (Morte: 1710)
- Szczypiorski, Andrzej (1928-2000)
- Szklarski, Alfred (1912-1992)
- Szmidt, Robert J. (vivente - N. 1962)
- Szostak, Wit (vivente - N. 1976)
- Szpotański, Janusz (1929-2001)
- Szrejter, Artur (vivente - N. 1971)
- Szymanowski, Józef (1748-1801)
- Szymanowski, Karol (1882-1937)
- Szymborska, Wisława (1923-2012)
- Szymonowic, Szymon (1558-1629)

### Ś
- Śmigielska, Józefa (1820-1899)
- Świętochowski, Aleksander (1849-1938)
- Świdziniewski, Wojciech (vivente - N. 1975)

### T

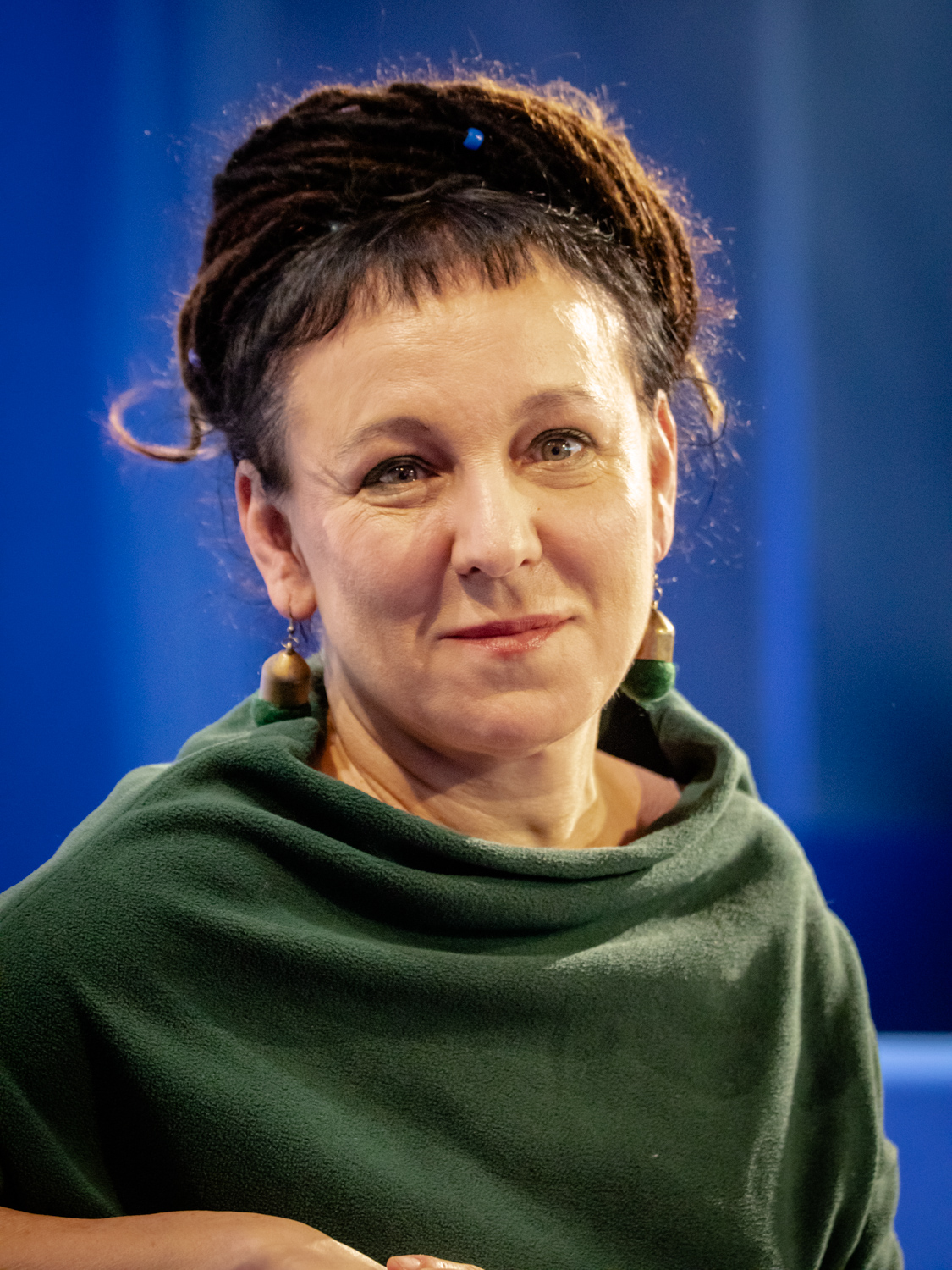
Olga Tokarczuk

- Taborski, Bolesław (vivente - N. 1927)
- Tarło, Stanisław (1480-1544)
- Terakowska, Dorota (1938-2004)
- Teslar, Andrzej (1889-1961)
- Przerwa-Tetmajer, Kazimierz (1865-1940)
- Tokarczuk, Olga (vivente - N. 1962)
- Trembecki, Stanisław (1737-1812)
- Tripplin, Teodor (1813-1881)
- Trepka, Andrzej (vivente - N. 1923)
- Tryzna, Tomek (vivente - N. 1948)
- Trzebiński, Andrzej (1922-1943)
- Trzecieski, Andrzej (ca. 1525-1584)
- Trzeszczkowska, Zofia (1847-1911)
- Tuwim, Julian (1894-1953)
- Twardowski, Jan (1915-2006)
- Twardowski, Kasper (vivente - N. 1583)
- Twardowski Samuel (przed 1600-1661)
- Tyrmand, Leopold (1920-1985)
- Tischner, Józef (1931-2000)

### U
- Ujejski, Kornel (1823-1897)
- Umiński, Władysław (1865-1954)
- Uniłowski, Zbigniew (1909-1937)
- Urban, Jerzy (vivente - N. 1933)
- Ustrzycki, Jędrzej Wincenty (Morte: w XVIII wieku)

### V
- Vincenz, Stanisław (1888-1971)

### W

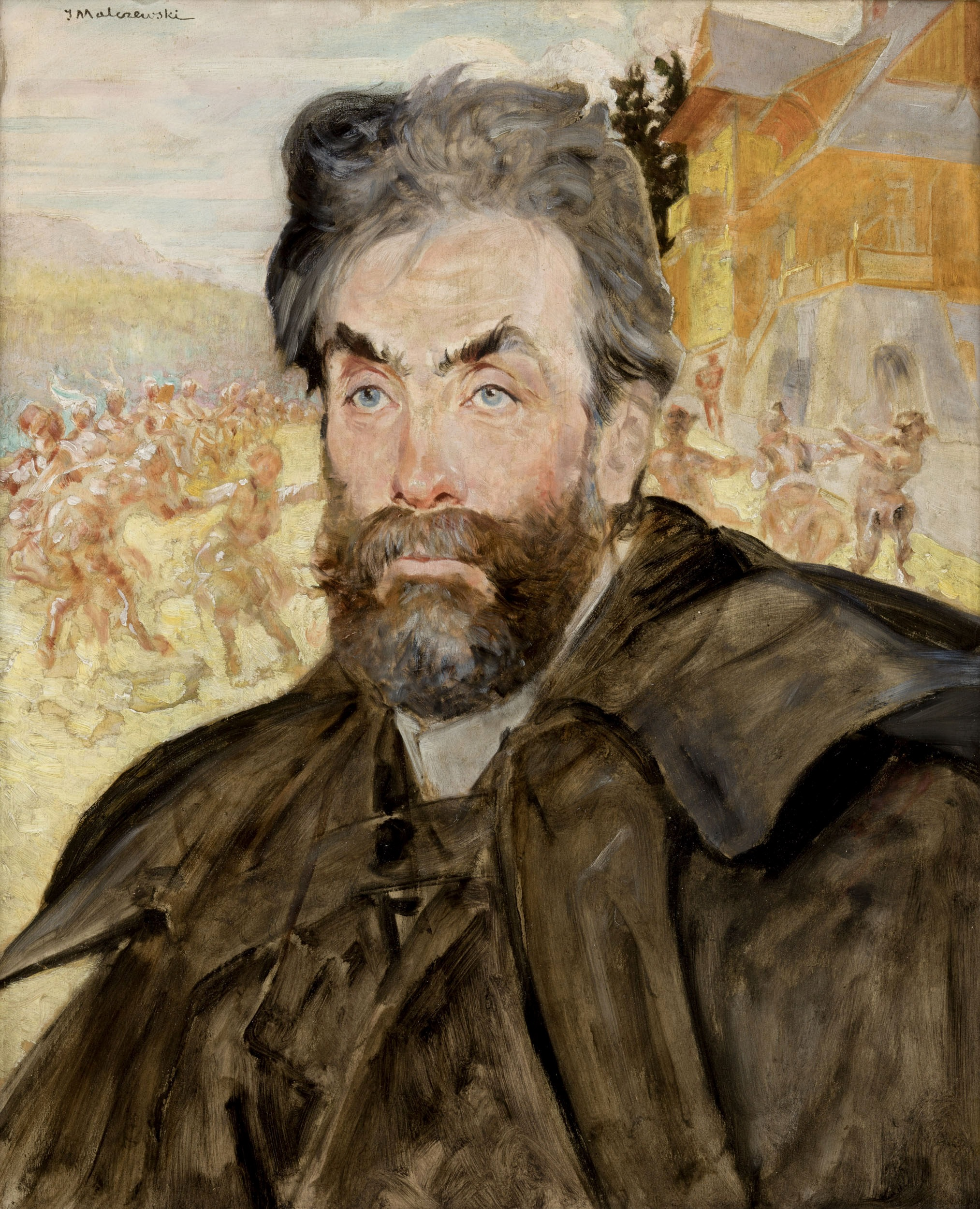
Stanisław Witkiewicz, ritratto da Jacek Malczewski

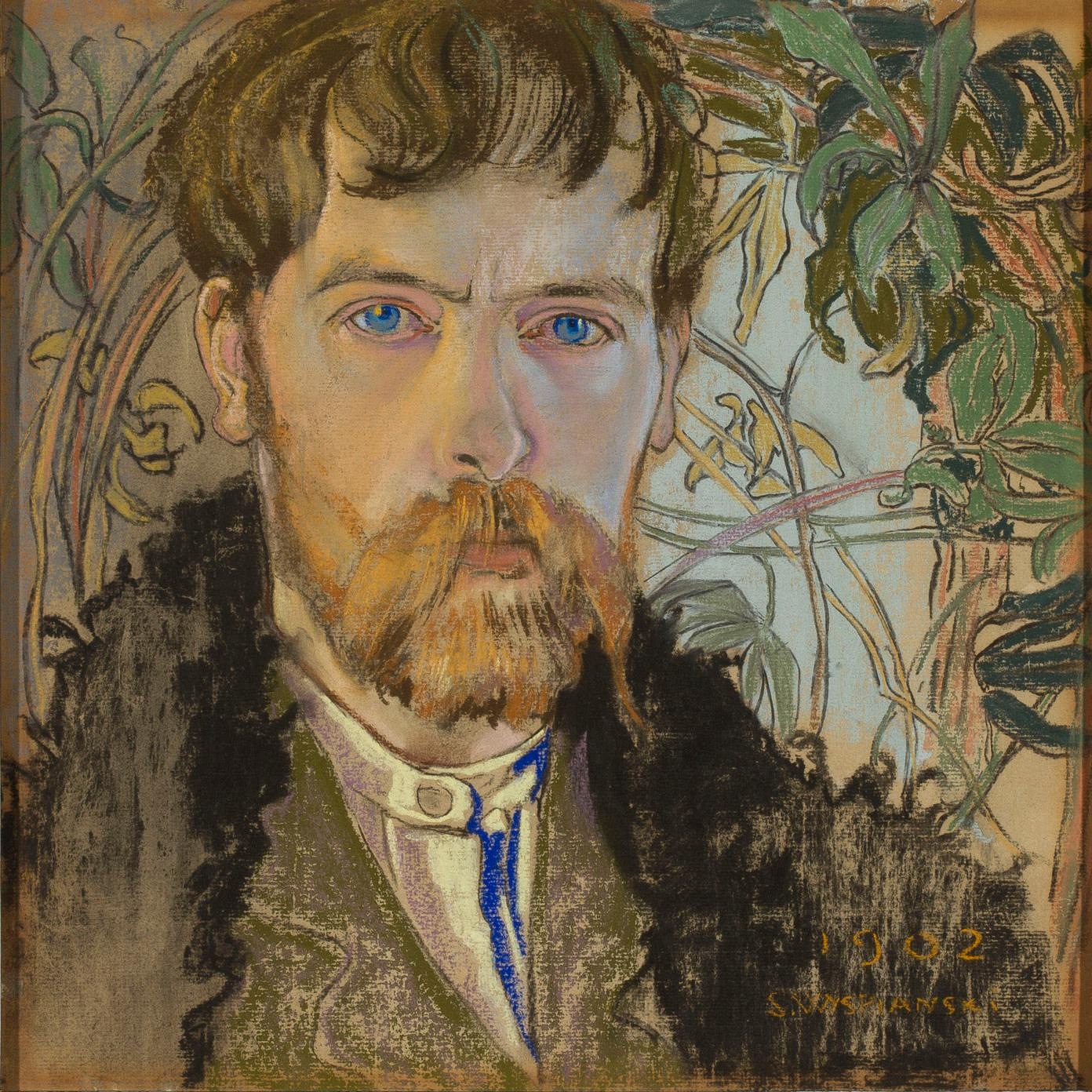
Stanisław Wyspiański

- Wachowicz, Barbara (vivente - N. 1937)
- Waldorff, Jerzy (1910-1999)
- Wantuła, Jan (1877-1953)
- Wańkowicz, Melchior (1892-1974)
- Warszewicki, Krzysztof (1543-1603)
- Warszewicki, Stanisław (1530-1591)
- Wasylewski, Stanisław (1885-1953)
- Wat, Aleksander (1900-1967)
- Ważyk, Adam (1905-1982)
- Weintraub, Jerzy Kamil (1916-1943)
- Wende, Jan Karol (1910-1986)
- Wereszczyński, Józef (1530-1598)
- Weyssenhoff, Józef (1860-1932)
- Węgierska, Zofia (1822-1869)
- Węgierski, Tomasz Kajetan (1756-1787)
- Wężyk, Franciszek (1785-1862)
- Wieniawa-Długoszowski, Bolesław (1881-1942)
- Wierzchowski, Leszek (vivente - N. 1949)
- Wierzyński, Kazimierz (1894-1969)
- Wildstein, Bronisław (vivente - N. 1952)
- Winawer, Bruno (1883-1944)
- Vincenzo Kadłubek (1150-1223)
- Wincenty z Kielczy (1200-1262)
- Wirpsza, Witold (1918-1985)
- Wirtemberska, Maria (1768-1854)
- Wiśniewski-Snerg, Adam (1937-1995)
- Wisniewski, Antoni (1718-1774)
- Witkiewicz, Stanisław (1851-1915)
- Witkiewicz, Stanisław Ignacy (1885-1939)
- Wittlin, Józef (1896-1976)
- Władysław z Gielniowa (1440-1505)
- Włodkowic, Paweł (Morte: 1435 lub 1436)
- Wnuk-Lipiński, Edmund (vivente - N. 1944)
- Wojaczek, Rafał (1945-1971)
- Wojciechowski, Jakub (1884-1950)
- Wojdowski, Bogdan (1930-1994)
- Wojtyła, Karol (1920-2005)
- Wolanowski, Lucjan (1920-2006)
- Wolska, Maryla (1873-1930)
- Wolski, Marcin (vivente - N. 1947)
- Wolski, Włodzimierz (1824-1882)
- Wójcicki, Kazimierz Władysław (1807-1879)
- Wrocławski, Bohdan (vivente - N. 1944)
- Wrocławski, Kareta pseudonim używany przez grupę pisarzy fantastyki naukowej
- Wujek, Jakub (1541-1597)
- Wybicki, Józef Rufin (1747-1822)
- Wyspiański, Stanisław (1869-1907)

### Z
- Zabłocki, Franciszek (1752-1821)
- Zahorska, Anna (Morte: 1942)
- Zajdel, Janusz A. (1938-1985)

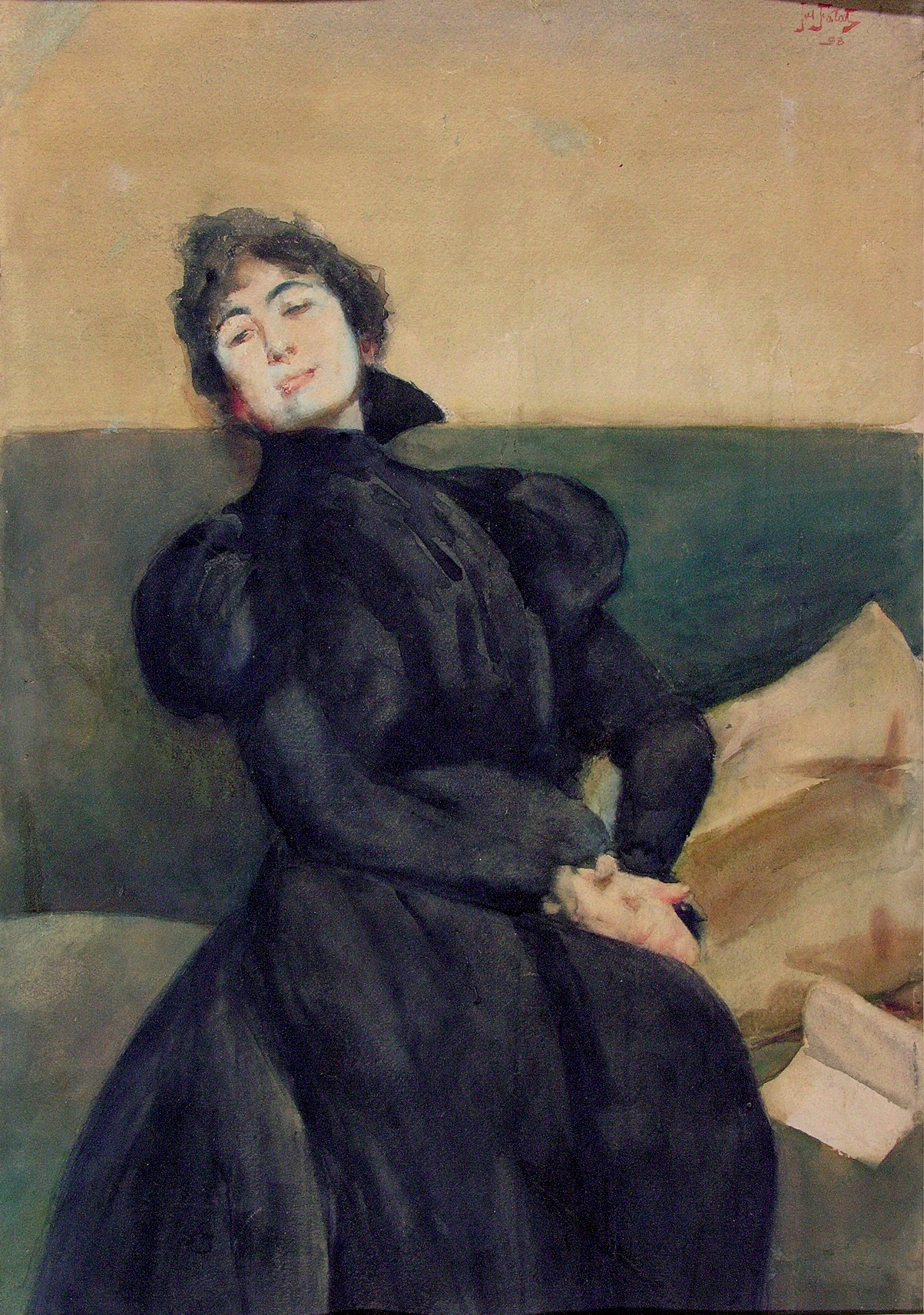
Gabriela Zapolska

- Zaleski, Juliusz Bogdan (1802-1886)
- Zan, Tomasz (1796-1855)
- Zapolska, Gabriela (1857-1921)
- Zaruski, Mariusz (1867-1941)
- Zawieyski, Jerzy (1902-1969)
- Zawitkowski, Józef (vivente - N. 1938)
- Zbyszewski, Karol (1904-1990)
- Zdanowicz-Cyganiak, Katarzyna Ewa (vivente - N. 1979)
- Zegadłowicz, Emil (1888-1941)
- Ziemiański, Andrzej (vivente - N. 1960)
- Ziemkiewicz, Rafał A. (vivente - N. 1964)
- Zimniak, Andrzej (vivente - N. 1946)
- Zimorowic, Szymon (ca. 1608-1629)
- Ziółkowska-Boehm, Aleksandra (vivente - N. 1949)
- Zmorski, Roman (1822-1867)

### Ż
- Żabczyc, Jan (XVII wiek)
- Boy-Żeleński, Tadeusz (1874-1941)

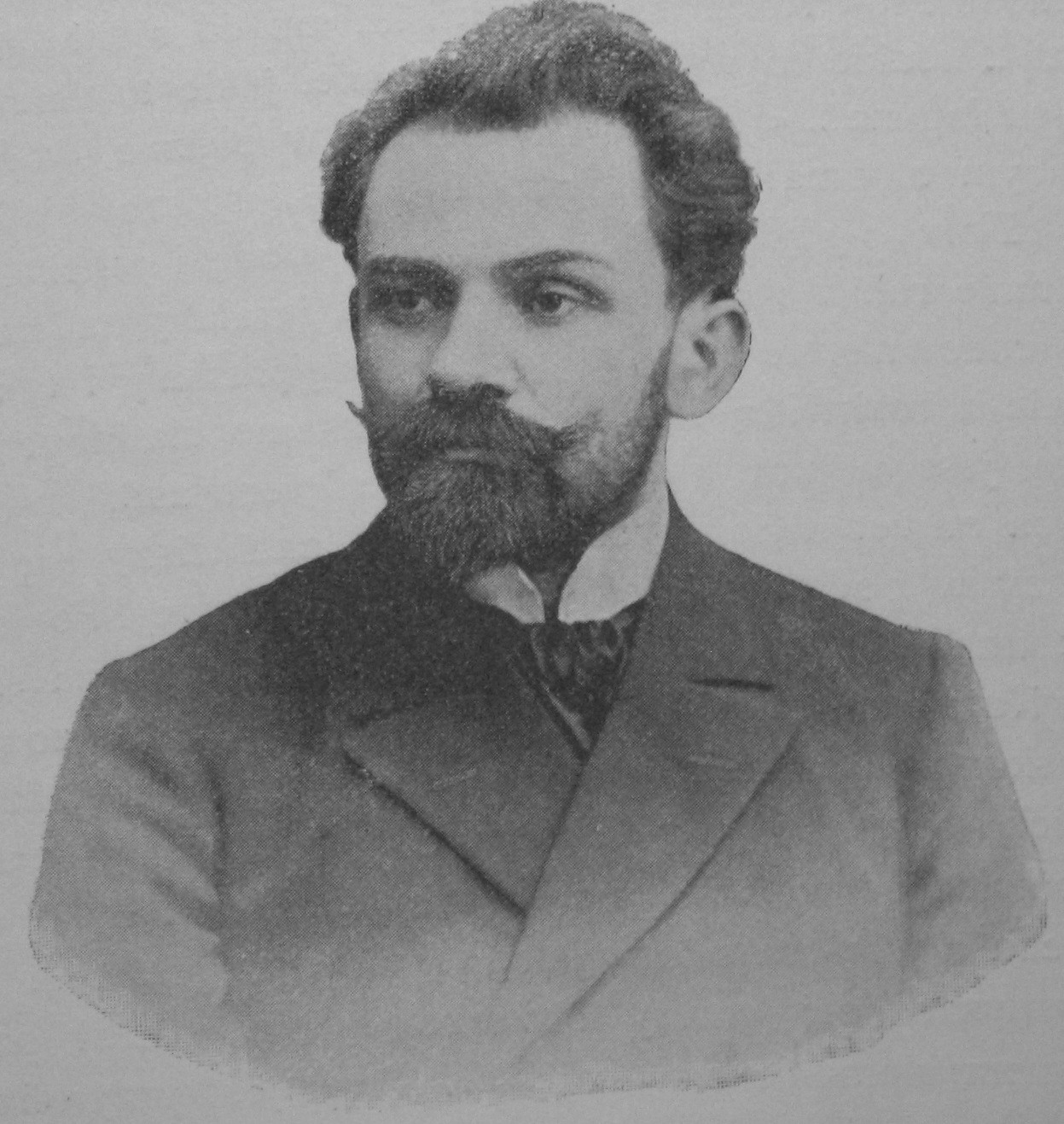
Stefan Żeromski

- Żerdziński, Maciej (vivente - N. 1967)
- Żeromski, Stefan (1864-1925)
- Żmichowska, Narcyza (1819-1876)
- Żółkiewski, Stanisław (1547-1620)
- Wojciech Żukrowski (1916-2000)
- Żuławski, Jerzy (1874-1915)
- Żuławski, Juliusz (1910-1999)
- Żwikiewicz, Wiktor (vivente - N. 1950)
- Żytomirski, Eugeniusz (1911-1975)